# Knjiga Izlaska
Knjiga Izlaska (heb. שׁמות; grč. Ἔξοδος; lat. Exodus) druga je knjiga Starog zavjeta i Petoknjižja, to jest židovske Tore. Kratica za ovu knjigu: Izl.

## Naziv
Hrvatsko ime Knjige Izlaska izvedeno je iz grčkog Ἔξοδος i latinskog Exodus što znači upravo »izlazak«, a ukazuje na izlazak izraelskog naroda iz egipatskog ropstva kao glavnu temu.
Hebrejski naziv Šemot znači »Imena«, a riječ je o početku same Knjige Izlaska koja se otvara riječima: »Ovo su imena Izraelovih sinova...«

## Struktura
U Knjizi Izlaska mogu se razdvojiti dvije glavne teme: oslobođenje iz Egipta (Izl 1,1-15,21), te Savez na Sinaju (Izl 19,1-40,38). Kao poveznica među tim dvjema temama služi izvještaj o putovanju kroz pustinju (Izl 15,22-18,27).
Na taj se način ova knjiga i fizički može podijeliti na tri dijela, svaki sa svojom glavnom temom.

## Književni sastav
Slično kao i u Knjizi Postanka i u Knjizi Izlaska vidljiva je prisutnost različitih tradicija, osobito jahvističke, elohističke i svećeničke koje su se vremenom stopile u jedinstveni tekst.
Ta se raznolikost tradicija očituje, primjerice, u dvostrukom pozivu Mojsija, od kojih je prvi povezan s pripovijesti o »gorućem grmu« (Izl 3,1-4,17), a drugi je smješten nakon Mojsijeva prvog pojavljivanja pred faraonom (Izl 6,2-7,7). Prvi je tekst mješavina jahvističkih i elohističkih predaja, a drugi pripada svećeničkoj predaji.
Slično tome, postoje znakovi drevnih tradicija o izlasku iz Egipta koje su živjele u različitim izraelskim plemenima. Dok tekst uglavnom govori o prolasku kroz pustinju Sin, prema istoku, postoje i tragovi jednog putovanja prema sjeveru, kroz »zemlju Filistejaca« (Izl 13,17). Pretpostavlja se da je dio izraelitskih plemena doista čuvao spomen na takav sjeverni smjer.

## Sadržaj Knjige Izlaska
U prvom dijelu (Izl 1,1-15,21) Knjiga Izlaska govori o potlačenosti Izraelaca u Egiptu i Božjoj zainteresiranosti za njihovu situaciju. Slijede izvještaji o Mojsijevu pozivu i poslanju u kojem mu je pridružen i brat Aron. U ovom je dijelu opisano i poznatih deset egipatskih čuda kojima Bog dokazuje svoju nadmoć nad egipatskim svećenicima. Zadnje veliko čudo predstavlja prelazak preko Crvenog mora i poraz Egipćana, što se zaključuje Mojsijevom pjesmom, zapravo zahvalom Bogu za izbavljenje što ga je dao Izraelcima (Izl 15,1-21). Riječ je o pravom remek djelu starozavjetnoga pjesništva.
Drugi dio (Izl 15,22-18,27) govori o prolasku Izraelaca kroz pustinju i u mnogočemu nalazi svoje paralele u Knjizi Brojeva, a u njemu se stalno isprepliću različite predaje. Osobita je tema ovog dijela mrmljanje naroda i njegovo žaljenje za sigurnošću u Egiptu. Bog dokazuje narodu da mu može dati sve što mu je potrebno, te ne treba žaliti za prošlošću. Od njih traži samo pouzdanje da će ih dovesti onamo kamo im je obećao.
Treći dio (Izl 19-40) za temu ima sklapanje Saveza na brdu Sinaj, a pripada ponajviše svećenikčkoj redakciji. Upravo su starozavjetni svećenici bili osobito zainteresirani za obdržavanje odredaba Saveza, koje su uključivale i hramsko bogoslužje. Ovdje je opisano »bogojavljenje«, Božja samoobjava Mojsiju na Sinaju (Izl 19,16-25), te davanje Deset zapovijedi (Izl 20), čemu slijede podrobni propisi o hramskom bogoslužju, o međuljudskim odnosima unutar naroda, o pravednosti prema neprijatelju, te o svetkovanju blagdana. Osobito je dramatično prikazan otpad Izraelaca koji izrađuju zlatno tele, te mu se klanjaju, dok čekaju da se Mojsije vrati s brda. To dovodi do raskida Saveza i njegovog ponovnog sklapanja. Knjiga završava gradnjom svetišta u obliku šatora koje će pratiti narod kroz pustinju. Općenito se drži da takvo putujuće svetište odražava nomadski način života prvih Izraelaca.

## Ostali projekti Wikimedije
|  | Wikizvor ima izvorni tekst Izlazak (Šarić) |

|  | Wikizvor ima izvorni tekst Izlazak |